# Opisthograptis molleri
Opisthograptis molleri är en fjärilsart som beskrevs av W. Warren 1893. Opisthograptis molleri ingår i släktet Opisthograptis och familjen mätare. Inga underarter finns listade i Catalogue of Life.